# Borgo medievale di Anversa degli Abruzzi
Il borgo medievale di Anversa degli Abruzzi (AQ) è la parte costituente del principale centro comunale, essendosi conservato quasi perfettamente nei secoli, nominato uno de I borghi più belli d'Italia, insieme alle vicine Villalago e Scanno.

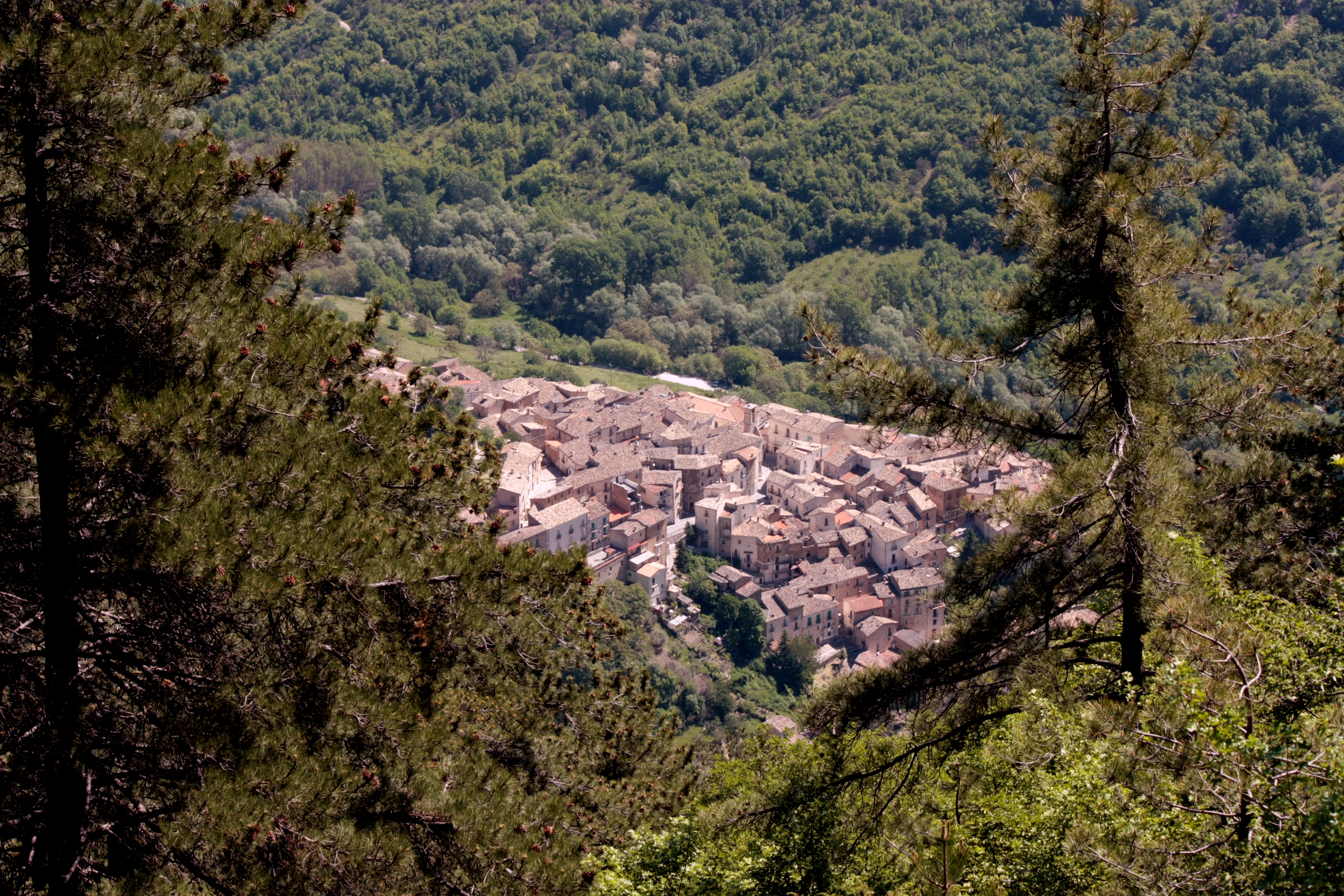
Scorcio di Anversa da nord-ovest, la tipica caratteristica del borgo a nido d'aquila

## Storia

### Origini e periodo romano
In età italico-romana, all'epoca dei Peligni (IX-IV secolo a.C.) sorgeva sopra il borgo medievale un villaggio fortificato con necropoli situata in contrada San Carlo-Fonte Curzio e a Coccitelle. Nel periodo romano vero e proprio nel III secolo, i due villaggi si unirono in un solo centro, e le zone precise della loro collocazione sono l'area di Santa Maria delle Fornaci sul Colle Arenale e a Fonte del Biancone con la necropoli di Cava Rena. Anche Castrovalva fu un centro italico, arroccato su Monte Sant'Angelo, nel II secolo a.C. sorse un villaggio romano a Valle Donica con area sacra a San Sio o Fonte Belsito, sopra cui venne fondata una chiesa nel Medioevo.

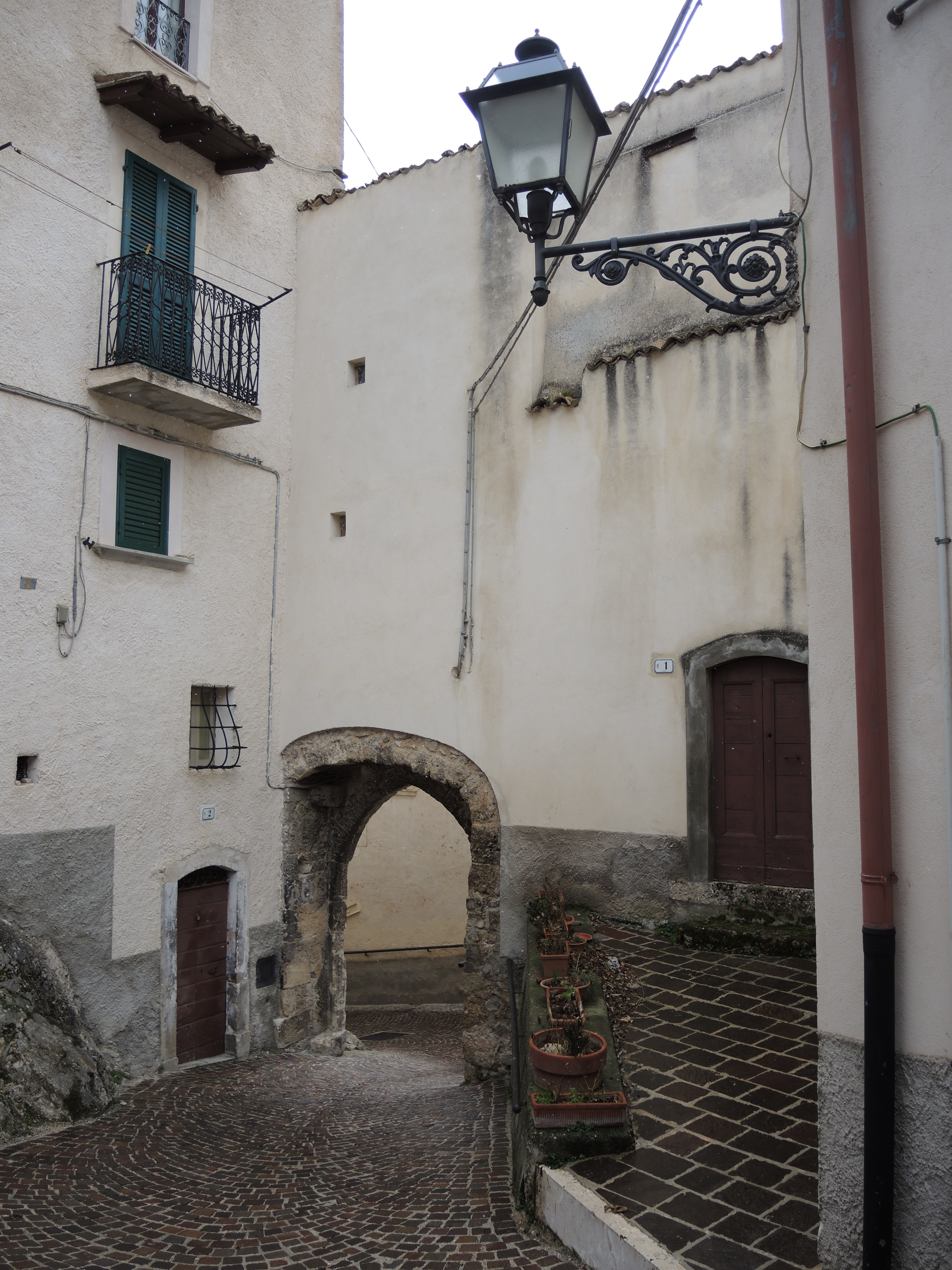
Scorcio di Castrovalva

I Peligni erano popoli insediati nell'area della Conca Peligna, attorno Sulmona e Corfinio, fino a Superaequum (Castelvecchio Subequo), e dall'imperatore Augusto furono riuniti nella provincia della Regio IV Samnium Data la presenza di montagne, e dunque l'impossibilità evidente di realizzare grandi città, gli antichi villaggi italici conquistati da Roma non furono altro che "vici" o "pagi", vale a dire piccoli insediamenti fortificati a guardia delle vallate e delle gole.
Gli scavi archeologici hanno restituito delle necropoli di grande interesse presso Coccitelle e Fonte Curzio, con tumuli a fossa, con perimetro in lastroni calcarei, tombe disposte a pendio. La tomba 30 di Coccitelle presenta una deposizione femminile con corredo in ceramiche e ornamenti vari, mentre nelle maschili il corredo è prettamente militare, e il servizio in ceramica è riservato alle donne, come coppe, brocche, anfore. La critica ha evidenziato notevoli rimandi all'arte dei Dauni nel foggiano, dimostrano come la transumanza in Puglia, attiva già dall'epoca romana, avesse tessuto un intreccio di corrispondenza anche culturali, oltre che economiche con l'Abruzzo. Altre tombe, come a Coccitelle, sono scavate nella roccia, forma più tipica della sepoltura italico-montana d'Abruzzo. Nel periodo della romanizzazione, la tomba 7 mostra i cambiamenti artistici assunti con l'influenza dell'Urbe, e di interesse ci sono un'anfora canosina (ossia che ha somiglianze con i corredi dauni di Canusium in Puglia) e un kantharos, della metà del III secolo a.C. L'uso delle ceramiche ha fatto comprendere la differenziazione dei gradi sociali della popolazione locale, infatti si conservava l'uso corfiniese di apporre un vaso a due manici all'ingresso del dromos funebre, ma il tradizionale vaso peligno in piombo fu sostituito con uno in bronzo ad anse affrontate. Mentre a Sulmona e Corfinio si compì il processo di romanizzazione, nella valle del Sagittario le necropoli persero d'importanza nell'età imperiale. Ma Strabone conferma che la vita fu sempre attiva, soprattutto vicino Koukulon (Cocullo), ultima rocca di guardia peligna prima della Marsica

### Medioevo

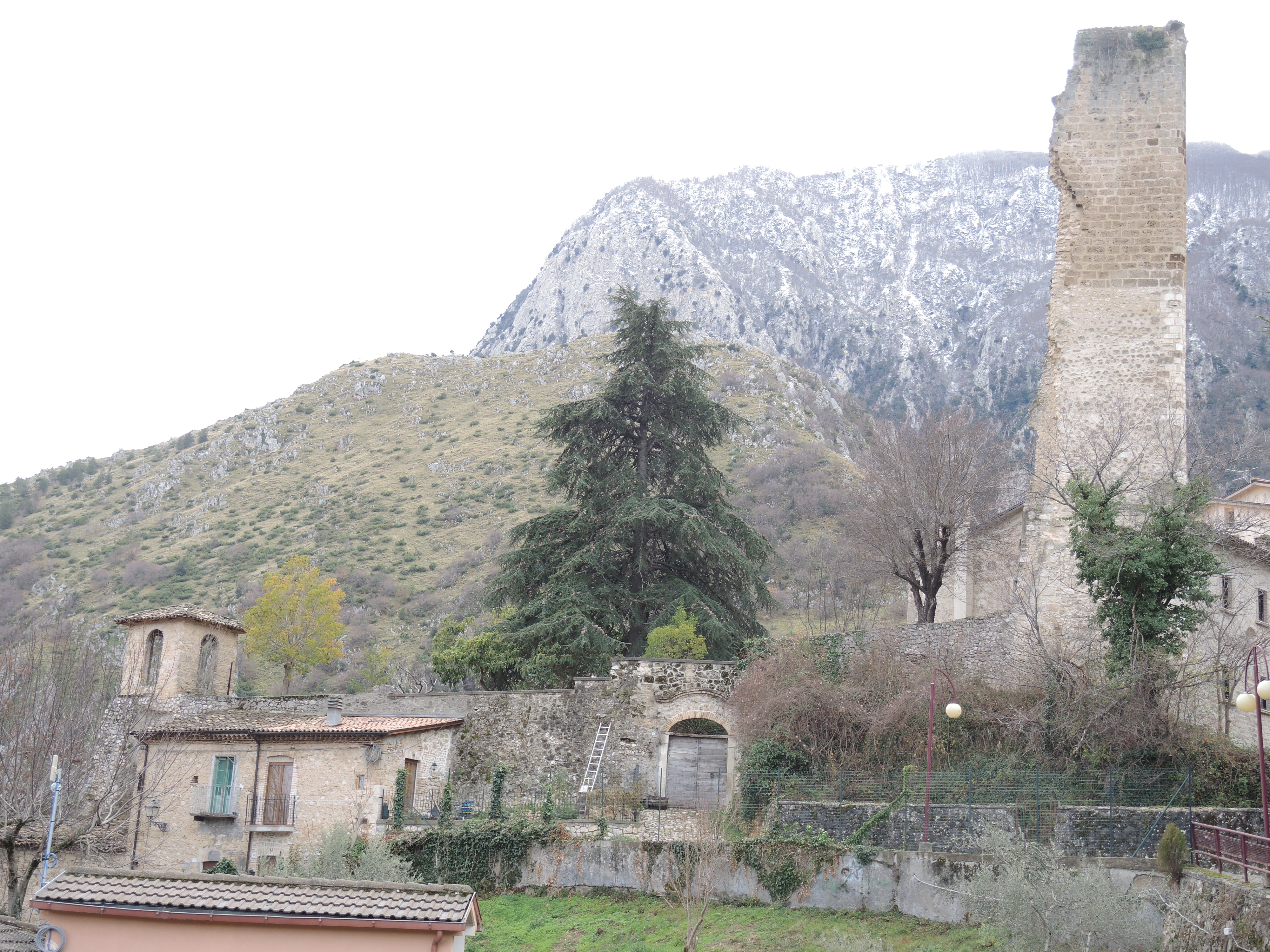
Torre rompitratta e cinta muraria del castello normanno di Anversa

Nel primo Medioevo, Anversa come gli altri abitati della valle Peligna fu sconvolta da invasioni barbare durante il periodo della guerra greco-gotica (V secolo). Tuttavia si tratta di ipotesi, poiché le notizie sono molto scarse, e cominciano a riaffiorare con documenti riguardanti l'infeudamento tardo longobardo dell'VIII-IX secolo. Sicuramente i Longobardi lasciarono la loro presenza con l'erezione di piccole fortezze e torri di guardia, come la torre di Castrovalva, ancora esistente, e forse una torre ad Anversa, nell'area del castello. I feudi allora esistenti, di rifondazione longobarda, erano Villalago, Scanno, Anversa, Castrovalva, e Cocullo. Inizialmente furono infeudati all'abbazia di Farfa e all'abbazia di San Vincenzo al Volturno, successivamente con la fondazione della Basilica di San Pelino in Valva, ossia l'abitato medievale di Corfinio sulla valle Peligna, la torre di Castrovalva divenne Castrum de Balbam, perché infeudato alla badia, e poi "Castrovalva".
In concomitanza con l'infeudamento cattolico, con il signore che dimorava nelle relative torri di guardia di competenza, vennero eretti anche i primi cenobi benedettini per favorire il cattolicesimo, come la chiesa di San Cesidio in Bonaria presso la Valle Donica a Castrovalva, poi Santa Maria de Flaturno (oggi la chiesa di Santa Maria della Neve nella periferia di Anversa), San Mercurio di Flaturno, i cui resti sono all'accesso di Anversa. Il Flaturno era il toponimo medievale dell'attuale fiume Sagittario, che scorre sotto il paese, alimentando sin dal Medioevo un commercio artigianale e di mulini ad acqua, per cui esisteva un apposito rione popolare con la parrocchia di Santa Maria delle Fornaci. Anversa divenne una sorta di "nido d'aquila", per la costituzione della cinta muraria, nell'epoca Normanna, insieme alla vicina Castrovalva. La cinta oggi inglobata nelle case, è ancora leggibile nella parte sud-est nel rione delle Case Lombardi, ed era costituita dal tracciato murario diviso da torrette rompitratta, alcune delle quali ancora leggibili, come quella di Porta San Nicola, e si raccordavano al punto più alto di Anversa, dove sorgeva il castello dalla torre pentagonale. Il Catalogus baronum redatto per volere di Ruggero I di Sicilia nel 1150, e aggiornato nel 1168, registra il possesso di Anversa e Castrovalva a Simone de Sangro, e aveva 75 famiglie. Il De Sangro proveniva da una ricca famiglia di origini francesi, che ebbe vari domini nella valle Peligna, fino alle pendici della Majella.

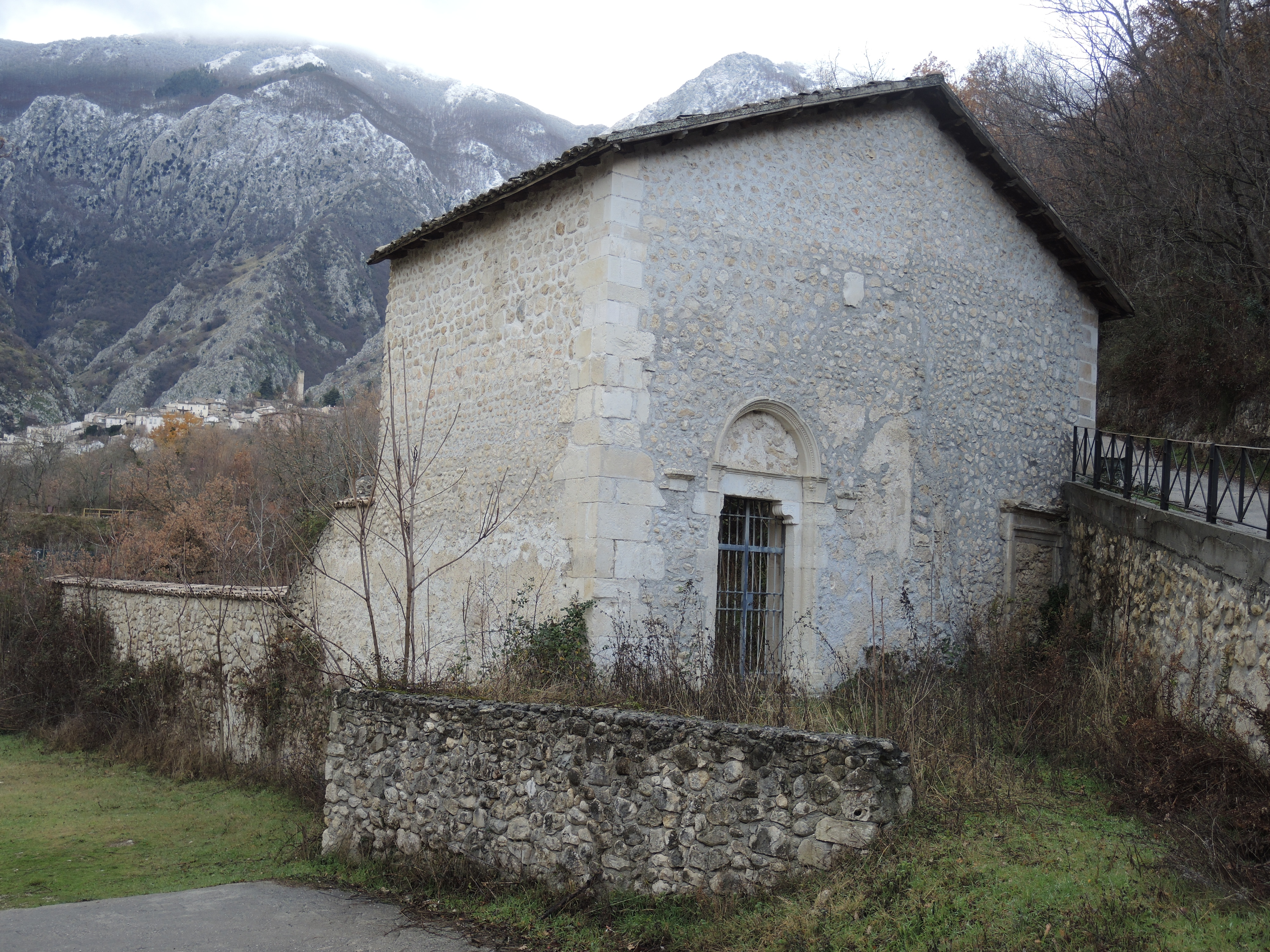
Resti della chiesa di Santa Maria ad Nives ad Anversa, ex Santa Maria de Flaturno

Da Simone venne Raynaldo d'Aversa de Sangro, che aggiunse il toponimo del paese per sottolineare il suo potere, sposò la contessina Tommasa di Tommaso dei Berardi, conte dei Marsi di Celano. Il toponimo "Aversa" risale all'incirca all'epoca normanna, e sta a sottolineare la presenza dell'abitato "tra il fiume Sagittario". Nel 1926 al toponimo fu aggiunta la "n" dopo la vocale iniziale, e per evitare confusioni con la città di Anversa, venne aggiunta la specificazione "degli Abruzzi" nei registi statali comunali.

### Le famiglie De Sangro e Caldora ad Anversa

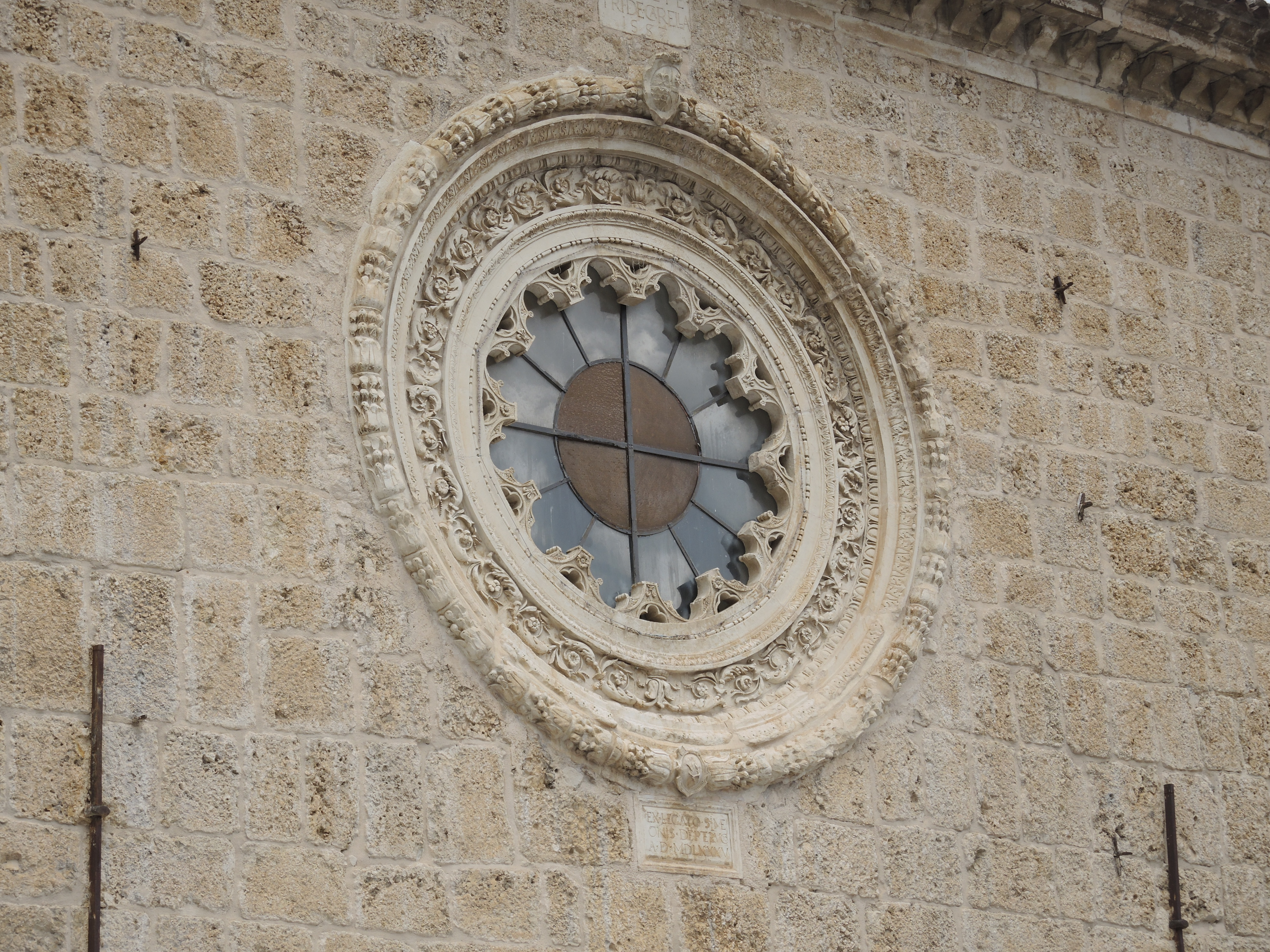
Rosone della parrocchia di Santa Maria delle Grazie con in cima lo stemma civico dei De Sangro

La storia di Anversa è strettamente legata alla casa De Sangro. Lo stesso stemma civico fa riferimento alla simbologia antica, e sarebbe stato coniato con la presenza di Raynaldo d'Aversa, ed è presente anche sul rosone della parrocchia di Santa Maria delle Grazie, datato 1585. Mostra due serpenti che si avvolgono attorno a un compasso, riferimento chiaro alla massoneria. Il compasso è quello strumento che dal punto del centro traccia la circonferenza, ovvero in termini cosmogonici ciò che trae il Creato dall'Uno eterno e immutabile. I serpenti si avvolgono attorno al bastone del caduceo, ed anche in tal caso esso simboleggia quell'asse polare attorno al quale le stelle danzano in cerchio.
La tradizione muratoria non era quella frammassonica ad Anversa, ma quella dei maestri comacini, corrente molto antica tanto da essere citata nell'editto del re longobardo Rotari. Il quartiere di Anversa a forte presenza comacina, ossia il "rione dei Lombardi", è pieno di simboli muratori nelle case, e avevano corrispondenza con quelli di Scanno, anche per la parlata dialettale. La stessa architettura delle case del rione, del XVI secolo, ricordano le abitazioni alpine, specialmente per la presenza dei gafii (il balcone coperto, tipico dell'architettura longobarda).
Nei primi anni del XIII secolo il conte Tommaso di Celano entrò in guerra contro Federico II di Svevia, che assediò l'Abruzzo. Il conte Raynaldo seguì il signore Tommaso nella guerra, e quando Celano venne espugnata e assediata, e la famiglia Berardi esiliata temporaneamente, il De Sangro perse i suoi beni di Anversa, che furono incamerati nel demanio regio. Tommaso e Raynaldo facevano ancora parte di quel sistema di vassallaggio e piccole baronie di marca normanna che governavano l'Abruzzo e il Molise mediante i feudi, e che Federico voleva eliminare per accorpare tutti gli ex comitati di nascita franco-longobarda in un solo regno con sedi capitali a Napoli e Palermo. Infatti nel 1233 Federico costituì il Giustizierato d'Abruzzo con città capoluogo Sulmona, e che più avanti verrà smembrato in due tronconi da Carlo I d'Angiò.
Mentre Raynaldo subiva l'esilio, Castrovalva venne venduta a Teodino De Sangro, e passò poi ai figli Margherita e Bernardo, che morì nel 284 senza eredi. Questo ramo dei De Sangro si estinse, Castrovalva passò ad altre famiglie napoletane, e con essa anche i feudi Peligni di Prezza e Bugnara, che furono posseduti da Cristoforo d'Aquino, che si sposò con Margherita de Sangro. La famiglia dopo la caduta degli Svevi e l'ascesa degli Angiò a Napoli, riacquistò prestigio grazie a Gentile figlio di Raynaldo, che si distinse per meriti militari, e riebbe Anversa. Morì nel 1307, e il feudo andò ai figli e discendenti, che la tennero sino al 1435.

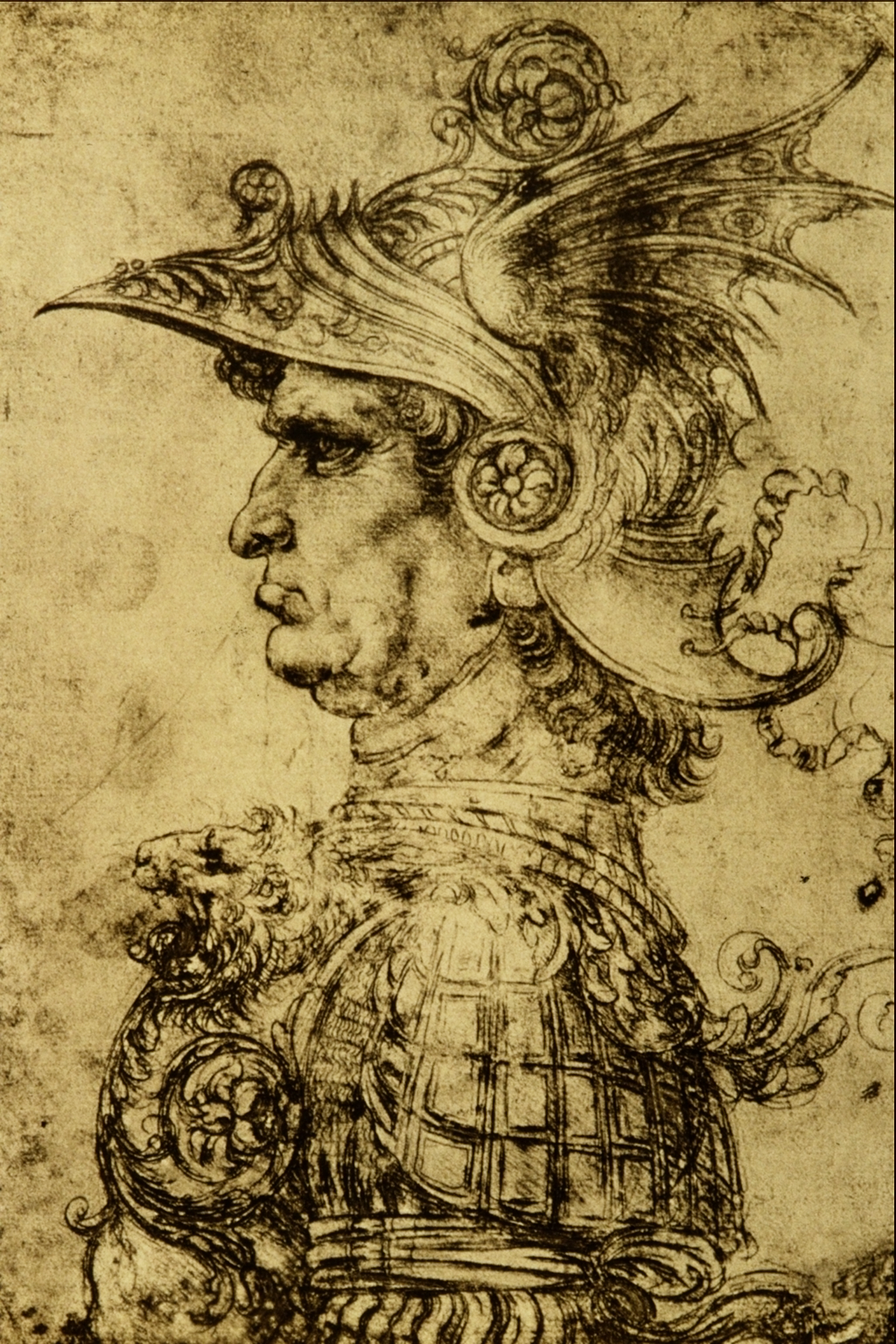
Jacopo Caldora in un disegno di Leonardo Da Vinci

In quest'epoca Anversa entrò nelle vicende di successione della corona Napoletana, per cui le casate d'Angiò e Aragona si fecero guerra. Il condottiero Jacopo Caldora da Castel del Giudice ebbe in concessione Anversa e altri feudi nella Valle Peligna nel 1424 dopo che riuscì a sconfiggere il mercenario Braccio da Montone all'Aquila, venendo ricompensando da Giovanna II di Napoli d'Angiò. Anversa e gli altri castelli appartennero alla guarnigione della famiglia Caldora anche dopo la morte di Jacopo nel 1439, quando venne sostituito dal figlio Antonio. Costui si ribellò ad Alfonso I d'Aragona, e perse i feudi, che vennero incamerati con Ferrante I d'Aragona nel demanio regio insieme a Canzano, Campo di Giove e Villalago. Venduti al napoletano Niccolò di Procida, maggiordomo della casata aragonese, questa famiglia governò con rispetto Anversa, ristrutturando il castello, e favorendo la presenza delle arti ceramiste, restaurando anche secondo i nuovi stili tardo-gotici e rinascimentali le principali chiese, come dimostrano le facciate di Santa Maria delle Grazie e San Marcello. Questo gareggiamento si sviluppò soprattutto nel pireno Rinascimento del Cinquecento, quando i Procida vennero a contesa con i Belprato di Castrovalva, che alla fine ebbero la meglio, e tennero Anversa sino al 1631.
La ricostruzione del paese e delle chiese fu dovuta anche a causa del terremoto del Centro Italia del 1456, che danneggiò gran parte dell'Abruzzo, soprattutto l'area Peligna di Sulmona, favorendo l'immigrazione di maestranze comacine dal lombardo.

### Età moderna
La dinastia Belprato ad Anversa governò per mano di Giovanni Bernardino I, Giovanni Vincenzo II, Giovanni Bernardino II, don Carlo e Virginia, alla morte di quest'ultima la dinastia si estinse, ed Anversa fu venduta a Tommaso di Capua che ebbe anche Villalago, possedendola sino al 1715. Come detto, i Belprato favorirono lo sviluppo rinascimentale di Anversa, e ricostruirono anche l'antica chiesa di Santa Maria de Flaturno nella periferia nord di Anversa, facendolo diventare per breve tempo un monastero dei Domenicani, caso unico nella vallata del Sagittario, poiché i monasteri, per il luogo impervio, sorgevano molto più a sud tra Barrea e Castel di Sangro, oppure direttamente a Sulmona. I Domenicani di Anversa dipesero dal monastero di Sulmona, fino alla soppressione nel primo Ottocento con le leggi francesi, mentre nel campo culturale Anversa si arricchiva del quartiere dei Mastri Lombardi, veniva fondata presso i nobili l'Accademia degli Addormentati di stampo arcadico, tra il 1585 e il 1588 nella cappella del palazzo signorile del castello medievale si celebravano le nozze di donna Costanza figlia di Giovanni Bernardino II, e Virginia Orsini con Giambattista Manso, marchese di Villa Irpinia, mecenate di poeti come Torquato Tasso. La presenza dei amestri ceramisti ad Anversa sarebbe sorta proprio grazie all'importazione di artisti dall'area romana, con la venuta degli Orsini in paese mediante il matrimonio coi Belprato.
Nel 1706 un grave terremoto sconvolse l'area Peligna, distruggendo Sulmona e i paesi attorno, non risparmiando nemmeno Anversa, anche se questa fu coinvolta in maniera meno grave. La testimonianza attuale della distruzione del sisma è ancora la torre mozzata del castello normanno, e documenti del 1754 che attestano l'ormai rovina inarrestabile della fortezza. Estinti i Belprato-Orsini, nel 1715 Anversa fu venuta ai Recupito, che la possedettero sino all'eversione del feudalismo nel 1806. Quest'ultima famiglia governò con spregiudicatezza il paese, pretendendo cospicue tasse, tanto che l'occasione di ribellione popolare ci fu nel 1799, durante la campagna francese in Abruzzo di conquista. Nel 1817 Castrovalva divenne frazione di Anversa, e quando nel 1861 il paese entrò nel nuovo regno italiano, Anversa fu unita alla provincia dell'Aquila, venendo abolito l'antico distretto di Scanno da cui dipendeva.

### Novecento e seconda guerra mondiale
Nel 1904 il mulino da grano presso il Cavuto venne trasformato in una cooperativa di donna Filomena Ricciardi, che con l'ingegnere Andrea Gentileschi, divenne una centralina elettrica per far arrivare la luce in paese, che fu inaugurata il 16 ottobre 1905. Anversa subì gli effetti del terremoto di Avezzano del 1915, anche se non ci furono evidenti devastazioni. Tuttavia le vittime furono 2, caddero i soffitti lignei di San Marcello e della Madonna delle Grazie. Il tetto dell'antico monastero di Santa Maria ad Nives fu sfondato completamente, e il monastero già in abbandono crollò definitivamente.
Nel 1927 fu aperta la centrale idroelettrica della valle del Sagittario, con lo sbarramento del fiume Cavuto. Nell'epoca del fascismo il borghi di Anversa e Castrovalva furono frequentati dall'artista olandese Maurits Cornelius Escher, esiliato in Italia perché contrario al regime totalitario. Visitando Castrovalva, il pittore realizzò una bella litografia cogliendo il borgo dalla salita del Monte Sant'Angelo, volendo sottolineare la fatica della camminata a piedi per arrivarci, ma anche il senso di grazia e appagamento della bellezza medievale del centro stesso. Benché non colpita dagli effetti della seconda guerra mondiale, di Anversa era il pastore Michele Del Greco, che aiutò con cibo e ospitalità dei prigionieri di guerra evasi dal carcere di Santo Spirito al Morrone a Sulmona e Fonte d'Amore. Il 23 novembre 1943 fu catturato dai nazifascisti e portato al carcere di Sulmona, e condannato a morte. Nella notte del 21 dicembre Del Greco ebbe la sua ultima confessione con il parroco don Vittorio D'Orazio, ribadendo di aver agito con carità cristiana "dando da mangiare agli affamati". Il giorno seguente al mattino fu fucilato, e una targa commemorativa anni dopo fu affissa al Municipio di Anversa.
Nel XX secolo la popolazione subisce un notevole calo demografico (specialmente per luoghi che offrono possibilità di lavoro migliori, tra cui Sulmona). La popolazione passa dai 1 934 abitanti nel 1901, agli attuali poco più di 400 abitanti.

### Gabriele d'Annunzio ad Anversa

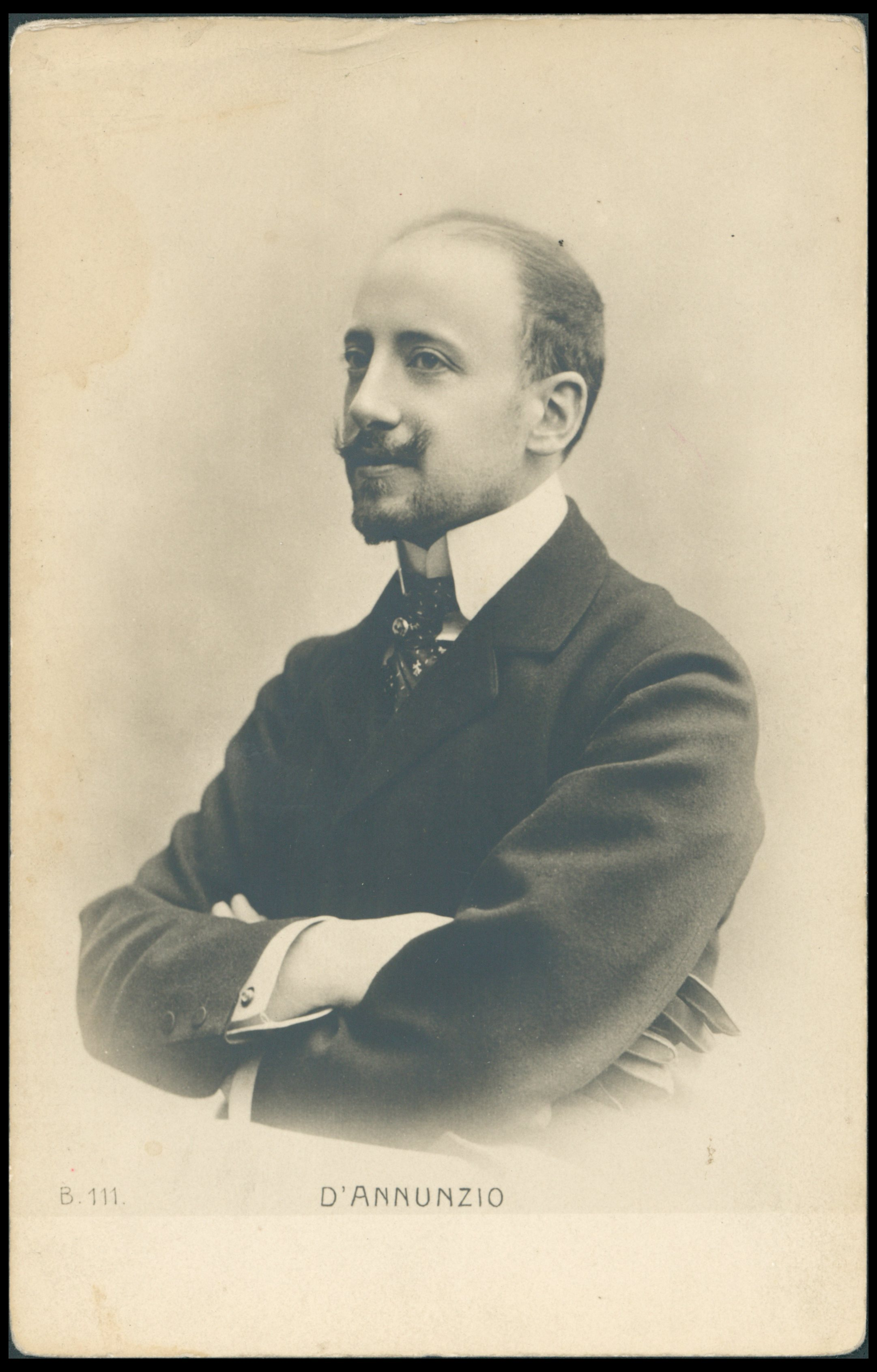
Gabriele d'Annunzio, ispirato dalle vicende del castello dei Sangro, ambientò ad Anversa La fiaccola sotto il moggio

Nel 1896 il poeta pescarese Gabriele D'Annunzio compì un viaggio a Scanno insieme all'amico archeologico Antonio De Nino di Sulmona, che in quel periodo stava riscoprendo l'antica civiltà dei Peligni e della Marsica. Con la consulenza del De Nino, d'Annunzio ebbe modo di approfondire alcune usanze tipiche abruzzesi, che già aveva sperimentato nelle novelle, e che volle riproporre nella fase matura del teatro. Dopo il successo de La figlia di Jorio (1904) con ambientazione nelle grotte del Cavallone della Majella, nel 1905 il poeta portò a termine La fiaccola sotto il moggio, tragedia ambientata nel castello dei De Sangro di Anversa. La storia ha ambientazione all'epoca di Ferdinando I delle Due Sicilie, quindi tra il 1814 e il 1825, e perla delle vicende degli ultimi componenti della famiglia De Sangro, costretti a vivere in estrema povertà nel castello diroccato. La contessina Gigliola vuole vendicare la morte della madre uccidendo la matrigna Angizia, una volgare contadina serpara marsicana che ha ingannato il padre Tibaldo, che ha ucciso sua moglie. Nel contesto familiare di grave disgrazia e di follia di alcuni membri, temi cari a D'Annunzio, la vendetta si compirà, ma sarà una sorta di catarsi totale che vedrà distrutta tutta la famiglia, e il castello stesso, che crolla definitivamente.

### Epoca contemporanea
Nel 1997 ad Anversa viene istituito il Parco Letterario Gabriele D'Annunzio (si ricorda che D'Annunzio ha ambientato ad Anversa degli Abruzzi uno dei suoi capolavori: "La fiaccola sotto il moggio" (1905) di cui la fiaccola, secondo una leggenda popolare è il rudere del castello normanno, tale castello appartenuto alla famiglia Di Sangro, al visitatore, pare avere la forma di una fiammella).
Anversa è oggi altrettanto conosciuta per la riserva naturale delle Gole del Sagittario, e per l'integrità del borgo medievale, tanto da far parte della lista de I borghi più belli d'Italia.

## Monumenti e luoghi d'interesse

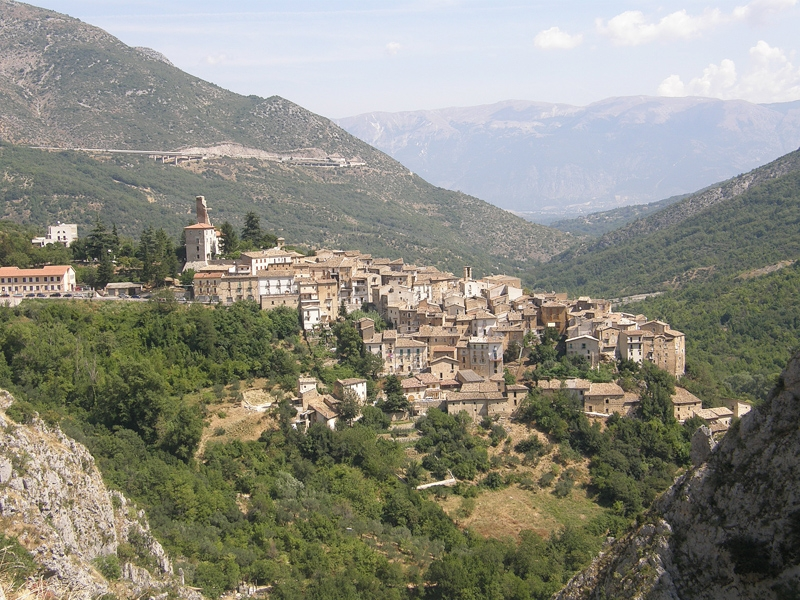
Il borgo di Anversa visto dalla strada per Scanno

Il borgo ancora oggi è perfettamente conservato nello stile medievale rinascimentale, eccettuato il perimetro murario con le torrette di guardia, che si è fuso con le case civili. Sorge adagiato su uno sperone in leggero declivio verso la forra del fiume Cavuto, mentre nella parte più alta si contraddistingue il recinto medievale del castello normanno dei Sangro, con la porzione della torre rompitratta, e la palazzina nobiliare ricavata dalle rovine del maniero dopo il sisma del 1706.
Il borgo è diviso in due dal Corso Raynaldo d'Anversa, che sfocia nella Piazza Belprato con la chiesa della Madonna delle Grazie. La porzione occidentale con la torre del castello è caratterizzata da casette, dalla chiesa di San Marcello, e dalle due porte Pazziana a San Nicola. La parte a sud è caratterizzata dal rione dei Ceramisti e dalle Case Lombardi di via Grotta, e dai resti dei mulini di via Santa Maria delle Fornaci, via Piagge e via Santa Vittoria.

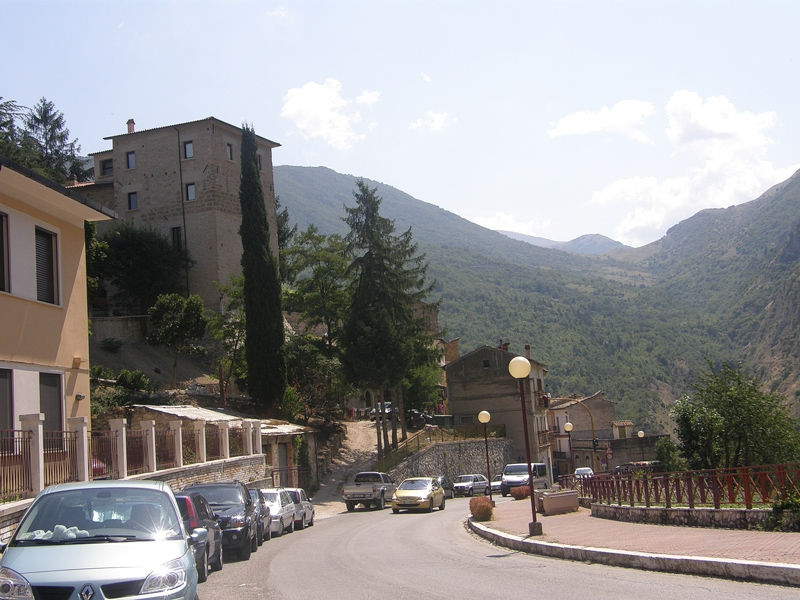
La via principale e la palazzina aragonese del castello normanno Di Sangro

### Architetture fortificate e borgo
Il castello normannone rimangono ruderi, ospitava il Trittico di Anversa, poi portato nella Chiesa di Santa Maria delle Grazie, poi rubato nel 1981 e sostituito con una copia. Il castello fu costruito nel XII secolo dai Normanni, citato nel Catalogus Baronum nel 1150, usato inizialmente come torre rompitratta di avvistamento, in allineamento con la torre d'Orsa di Roccacasale (che anche'essa diventerà il castello); successivamente con i De Sangro dalla metà del XII secolo fino alla metà del XIV la torre divenne un castello vero e proprio. Passato momentaneamente a Jacopo Caldora, andò ai Belprato, che modificarono il palazzo fortificato, che divenne circolo letterario di poeti e scienziati, come Torquato Tasso (1588) e Fabio Colonna (1593 ca.). La struttura originaria doveva essere caratterizzata da un recinto pentagonale con torre quadrata sul versante montuoso, e un solo ingresso da sud, ancora esistente, e una palazzina ll'interno della corte. Nel Trecento venne realizzata la scarpata all'interno del recinto e fu modificata la torre-mastio che fino ad allora era la residenza del signore. Nel XVI la corte divenne un giardino residenziale per gli ospiti, e venne realizzata la cappella gentilizia di Santa Maria in Parapasso sopra la vecchia San Michele arcangelo. Il terremoto del 1706 distrusse gran parte della struttura fortificata e oggi sono visibili la cinta muraria con il parco sovrastante, l'ingresso da sud in stile rinascimentale con arco a sesto ribassato sormontato dallo stemma Belprato, il collegamento tra la torre e il complesso abitativo, a forma di parallelepipedo con finestre, la palazzina rinascimentale che prospetta verso via Palazzo, e infine la torre puntone tagliata a metà dal terremoto, con accenni di beccatelli e merli.

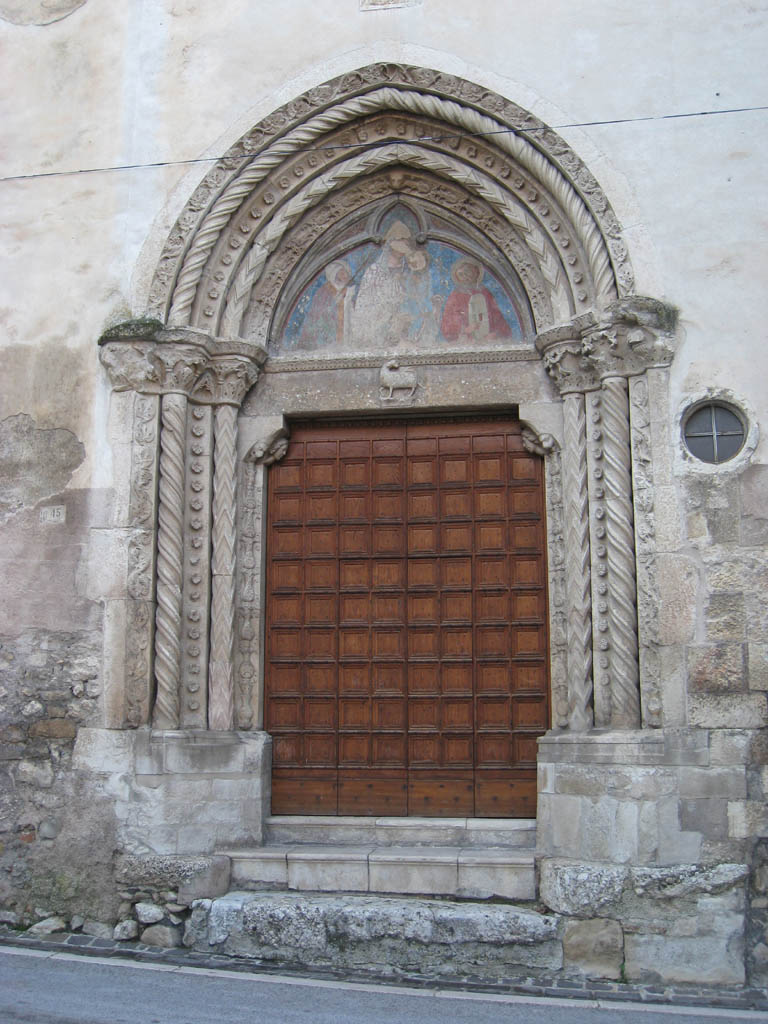
Portale della chiesa di San Marcello

Case dei Lombardicostituiscono una porzione del rione sud, realizzate dai comacini tra il 1480 e il 1520, quando Anversa era sotto la signoria dei Belprato. Le maestranze lombarde frequentarono molto la valle Peligna, soprattutto Sulmona, quando dovettero ricostruire gli edifici danneggiati dal terremoto del 1456, arrivarono scalpellini, architetti, scultori che rinnovarono lo stile tardo gotico abruzzese, e presero residenza ad Anversa. Ai successori della prima generazione, si deve la costruzione delle case di Anversa, che sono una serie ininterrotta di palazzotti che si affacciano in Largo Porta Pazziana, caratterizzati da torrette di guardia, squadrati portali e monofore.
Porta Pazzianala porta risale alla metà del XIV secolo ed è la più importante di Anversa per l'ingresso al paese. Si apre verso Oriente in direzione Sulmona, la cortina muraria era costituita da case-fortificate, unite tra loro per chiudere il centro come in un cerchio. Il cordone di case era interrotto da qualche torretta di guardia, merlata sugli spigoli inferiori e sul fronte. Ad est di questa porta c'era un torrione, poi inglobato in un palazzetto rinascimentale che proteggeva la chiesa di Santa Maria delle Fornaci. In corrispondenza della porta poi si priva nella piazza interna una gradinata che porta al centro del paese vero e proprio. La porta attuale si presenta in veste rinascimentale, ad arco a tutto sesto assai semplice, ribassato appena, in conci di pietra sagomati. Visibile il piedritto a sinistra, mentre l'altro è stato inglobato nelle case.
Porta San Nicolasi trova sulla via omonima, verso Occidente, in direzione di via Foce o della piccola chiesa di San Nicola, posta nella strada per Scanno. Sopra la porta sull'angolo di recinzione è visibile una torre angolare della cinta, molto ampia, con la feritoia da balestra e apparato sporgente con caditoie ad archetto. Il varco era utilizzato durante la transumanza, perché durante il Rinascimento dalla porta transitavano le greggi per risalire a Piazzo Marcello, passando per il vallone di San Nicola. Oggi la porta ha aspetto rinascimentale, molto semplice, con arco a tutto sesto in pietra regolare su piedritti.

### Architetture religiose

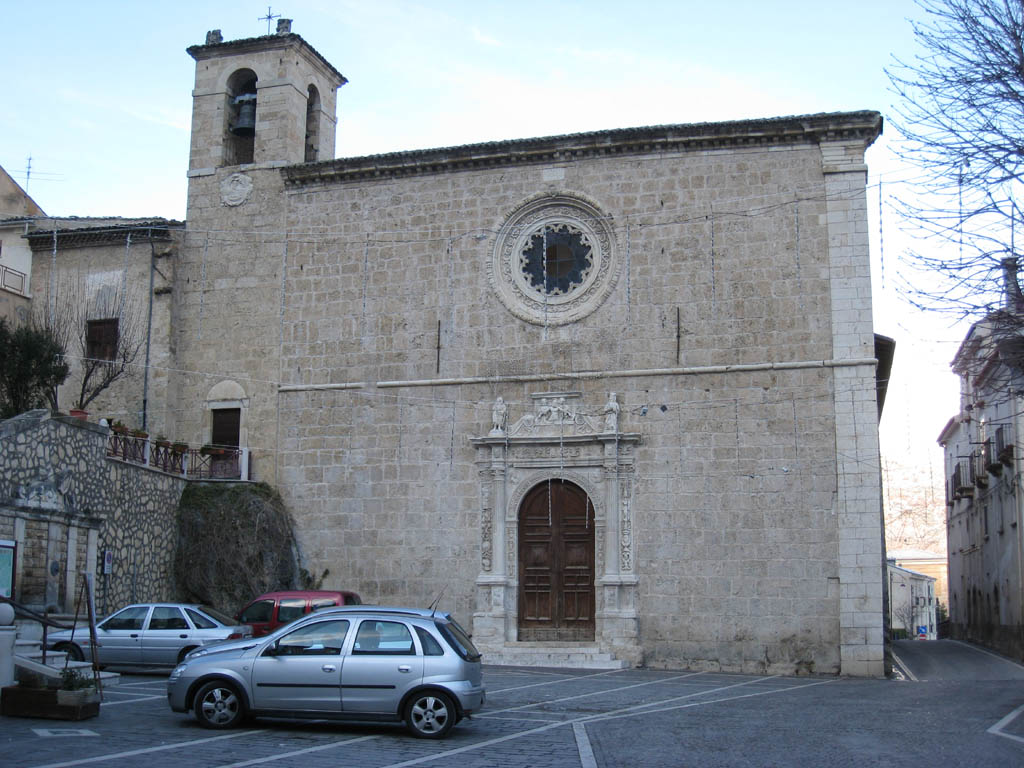
La chiesa di Santa Maria delle Grazie

Chiesa di Santa Maria delle Grazieè la principale chiesa di Anversa, in Piazza Belprato. La chiesa fu edificata nel XVI secolo per volere dei Conti Belprato, mecenati e umanisti che ebbero in feudo Anversa dopo i Caldora. La facciata fu edificata tra il 1540 e il 1587, come indicano le lapidi. L'edificio però subì varie modifiche, soprattutto con i terremoti del 1706 e del 1915. La facciata è in pietra squadrata a coronamento orizzontale, seguendo lo stile romanico aquilano. Il fronte è diviso da una cornice marcapiano aggettante, nella parte inferiore spicca il portale rinascimentale, e sopra di esso il rosone. Il portale a tutto sesto è racchiuso in una cornice decorata da figure umane e tralci do foglie intercalati da fiori che si uniscono intorno al monogramma di San Bernardino. All'esterno due colonne corinzie rudentate su alti basamenti decorati, ribattute da lesene con motivo a candelabra, sorreggono la trabeazione con decorazioni vegetali. Nel fastigio centrale un bassorilievo rappresenta la Deposizione di Cristo sorretto da Maria Maddalena e dalla Vergine, e ai lati ci sono sculture di Sant'Onofrio e San Girolamo. Il rosone è datato 1585 ad arcatelle trilobate prive di colonne radiali, e presenta una cornice decorata dove emergono il tralcio d'acanto che si attorciglia a volute e piccoli fiori. Sulla ghiera ci sono gli stemmi degli Orsini e dei Belprato, incluso lo stemma civico di Anversa, con i serpenti attorno al compasso. L'interno è a tre navate con abside rettangolare e transetto non sporgente. La navata centrale ha soffitto piano, le altre hanno volte a crociera. Sull'altare maggiore è esposta la copia del Trittico di Anversa, realizzato nel XVI secolo con influenza marchigiane che rappresenta l'incoronazione della Madonna con San Tommaso che riceve la cintola e gli Apostoli attorno al sepolcro vuoto, mentre ai lati ci sono San Michele e San Francesco d'Assisi. Molto bello un tabernacolo ligneo presso l'abside, intagliato con numerose nicchie, doratura del 1664 del Maestro De Picchi di Pescasseroli. Nelle navate laterali ci sono altarini del XVII-XIX secolo, quello più interessante è dedicato a San Rocco, con invetriate dei ceramisti anversani del 1530. Nella navata sinistra invece c'è il sepolcro dei Belprato, dove sono sepolti Gianpaolo Belprato e della moglie.

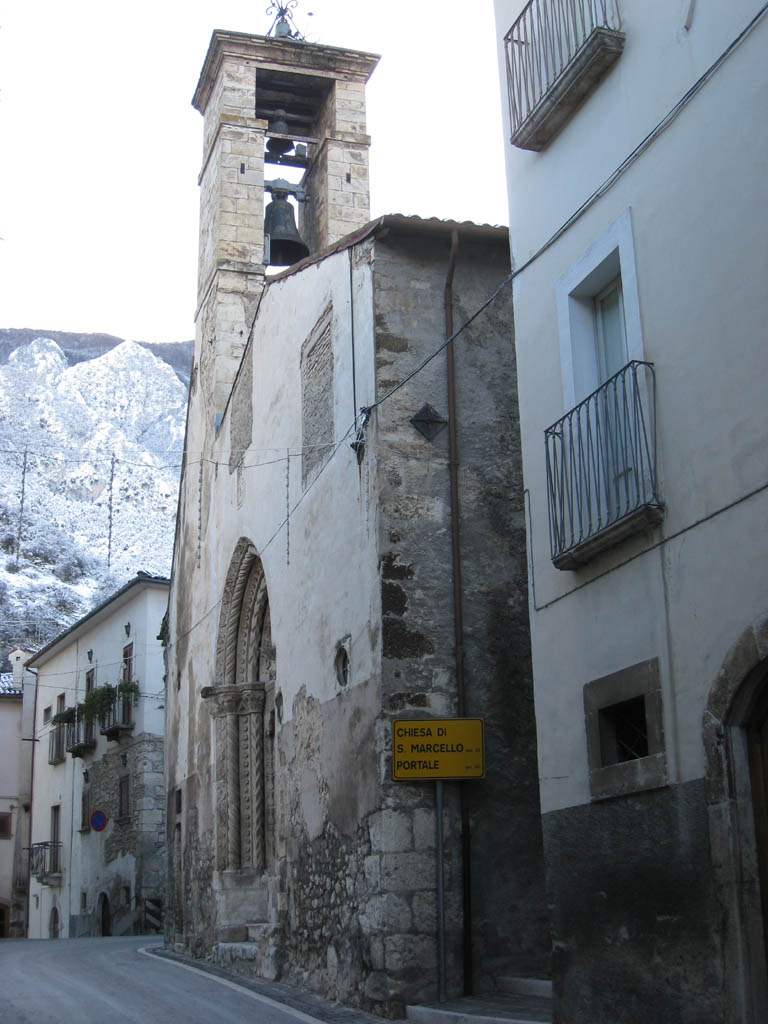
La chiesa di San Marcello

Chiesa di San Marcelloè la chiesa di Anversa più antica e meglio conservata, situata sul Corso Raynaldo d'Anversa, venendo dalla strada di Cocullo. Fu edificata nell'XI secolo, dedicata al patrono del paese, e nel corso dei secoli ebbe varie modifiche, come rivela la facciata irregolare, semi-demolita nel 1803, l'impianto poi inusuale su diversi stili, per l'ampliamento del XV secolo sotto i Di Procida. La facciata è caratterizzata dal portale gotico strombato in stile tardo gotico (1472), realizzato nella metà del XV secolo dal conte Nicolò di Procida, il cui stemma è scolpito sull'arco. Nella cornice si alternano colonnine a spine a tortiglione e risalti smussati decorati a motivi vegetali. Nell'esterno foglie di vite, fra colonnine astrini, all'interno acanto silvestrine. I capitelli sono scolpiti con uccelli e elementi fitomorfi, a sinistra foglie d'acanto e a destra fiori in rilievo. La decorazione prosegue sino alla lunetta sesto acuta trilobata, con affresco rinascimentale della Madonna col Bambino che stringe un uccello, posta tra santi, forse San Marcello e San Vincenzo. L'interno è molto rimaneggiato, ad impianto quadrangolare irregolare con navata centrale, e navatella laterale sinistra, separata dalla maggiore da un pilastro cruciforme su cui poggiano un arco a sesto acuto e uno a tutto sesto. Presso la sacrestia si trova una pala settecentesca con la raffigurazione di San Marcello. Sulla parete destra presso l'ingresso si trovano affreschi rinascimentali ritraente Santa Caterina martire, Sant'Antonio abate, commissionati da Paolo di Bartolomeo, come dice l'iscrizione a caratteri tardo gotici. Interessante anche una lapide sepolcrale del 1624 della famiglia Piccus.
Resti di Santa Maria ad Nives(IX secolo), vi rimangono dei ruderi un po' a valle verso le Gole del Sagittario (lungo via Vittorio Emanuele II), constava di un annesso monastero dei benedettini ed era in stile romanico.
Ruderi di San Vincenzo di Flaturno(XIII secolo), nel 1333 vi fu seppellito un frate, sita a pochi metri dell'abitato (al termine di via Raynaldo d'Anversa a sud), ne rimangono ora resti delle mura.

### Siti archeologici e Riserva naturale Gole del Sagittario

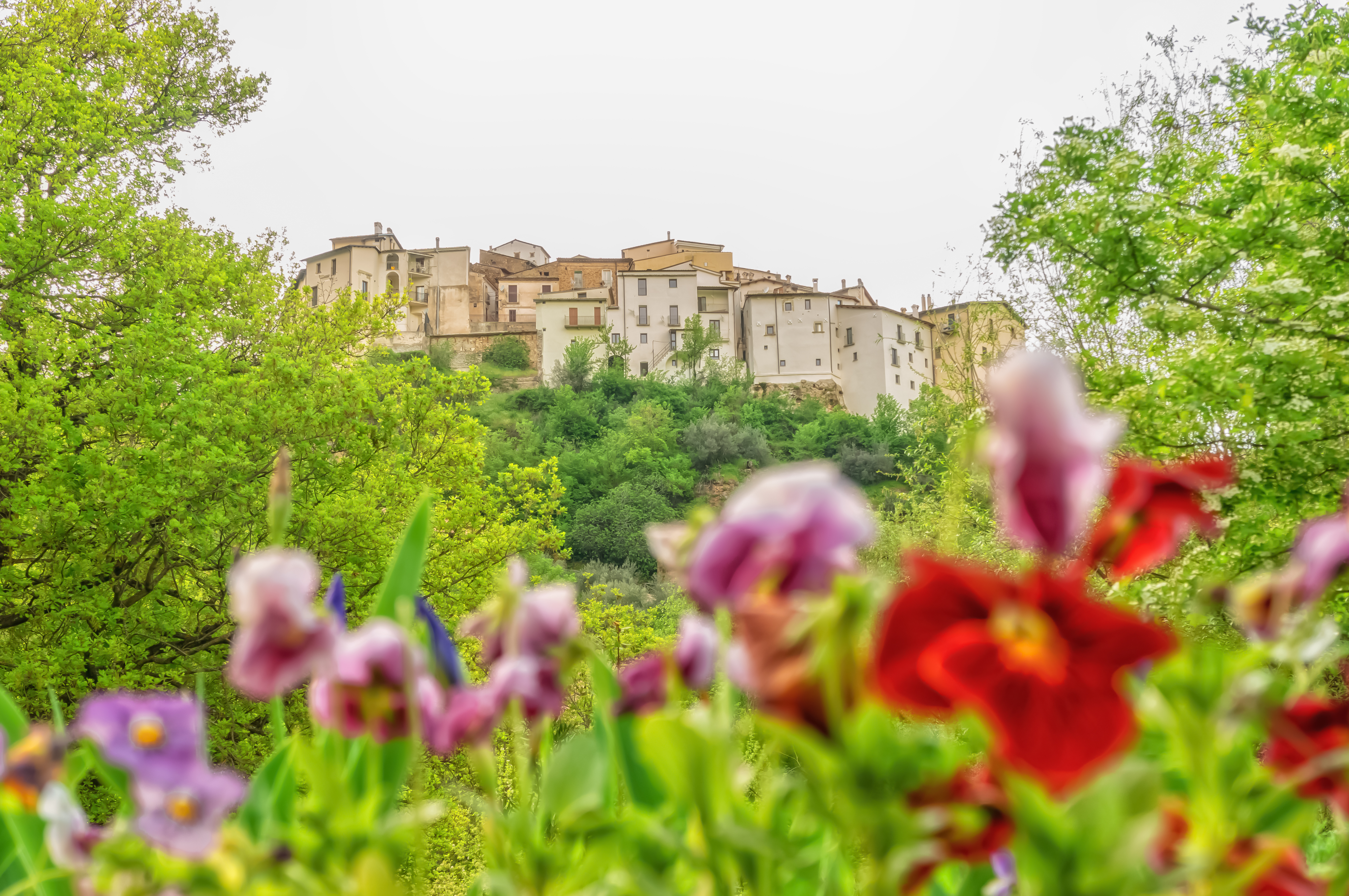
Scorcio di Anversa dal giardino botanico delle sorgenti del Cavuto

Necropoli di Coccitelle e Cava della Rena - Fonte Curatol'evidenza e la diffusione di reperti e strutture antiche d'epoca italica si fanno più consistenti, nella valle del Sagittario, a partire dal IV secolo a.C., quando gli Italici entrarono in contatto con i Romani. Le necropoli sorgono nella periferia anversana, nelle località Cava della Rena e Cimitero dei Pagani. Una necropoli indigena indagata di recente si estende sul declivio di fronte al cimitero nuovo, lungo la strada per Cocullo. La collina, oggi ricca di uliveti, si chiama volgarmente Coccitelle perché i contadini che lavoravano la terra, nello scoprire le tombe, trovavano crani umani. Nel 1996 durante la realizzazione di una galleria, gli archeologi scopersero 50 tombe a lastroni di pietra. Lo strato di conservazione delle lastre è buono, ed è possibile documentare l'ampliamento dello spazio sacro della zona più a monte, dove ci sono le tombe più antiche, del IV-III secolo a.C., fino all'area del pendio dove ci sono i corredi più tardi del II-I secolo a.C. La distribuzione dei tumuli è uniforme, nella maggior parte il corredo è sepolto insieme al defunto, per i maschi il corredo è composto da armi e punte di lancia, per le donne ci sono ornamenti da toelettatura, ceramiche, anfore e vasellame. Il patrimonio rinvenuto è di grande importanza per scoprire lo stile di vita dei Peligni al confine con la Marsica, e gran parte di esso è conservato nella sezione archeologica dei Musei civici di Sulmona, e nel centro di documentazione archeologica ad Anversa stessa, in via della Grotta.

## Musei e centri documentatori
- Centro di documentazione archeologica "Anversa degli Abruzzi": in via la Grotta, conserva i reperti scultorei di maggior pregio rinvenuti negli scavi di necropoli Coccitelle e in Cimitero dei Pagani (III-I sec. a.C.)
- Centro visite del WWF Oasi Gole del Sagittario: si trova in località Sorgenti del Cavuto. L'oasi è aperta tutto l'anno, con ingresso gratuito, mentre le visite guidate sono a pagamento, organizzate sempre durante tutto l'anno. Possibilità di organizzare visite al giardino botanico e agli allestimenti del giardino, al centro visite ed ai laboratori sul fiume, letture per bambini e ragazzi e adulti, laboratori didattico-artistici. Inoltre sono organizzati seminari e corsi sulla vegetazione locale, campi estivi ed invernali per comitive, attività di inanellamento scientifico degli uccelli, censimenti periodi sulla flora e fauna. La riserva è stata riconosciuta anche come Parco letterario "Gabriele d'Annunzio" per via della tragedia del poeta ambientata ad Anversa; si organizzano visite guidate e programmi culturali con letture, eventi musicali e teatrali, sia nel centro storico del paese che lungo le gole.

## Ceramiche di Anversa
Anversa sin dal Medioevo era nota come il paese dei "pignatari" ossia di vasai dediti alla produzione della ceramica a fuoco d'uso domestico e popolare, e anche l'esperienza ottocentesca del revival della tradizione della maiolica, terminata a metà del XX secolo, aveva lasciato un ricordo piuttosto lontano. Il centro di produzione si trovava nella parte bassa del paese, quella povera, dove si trovava anche una cappella, dedicata alla Madonna delle Fornaci. La produzione prese decisivo avvio nel XVI secolo, da una parte si producevano stoviglie d'uso comune, destinate alle mense del ceto medio dei maggiori centri abitati dell'Abruzzo, come Sulmona, Pratola e Chieti; dall'altra parte esisteva la produzione di maggior pregio, destinata alla committenza di rango elevato: si caratterizza per l'uso di decorazione eseguite a rilievo a stampo, che rimanda alle opere eseguite a Deruta. Una delle prime opere di pregio anversane è un bacile di versatore in precedenza ritenuto infatti di fabbricazione umbra, conservato nel Museo Regionale delle Ceramica a Deruta.
Nel XVI-XVII secolo Anversa vide il maestro Bernardino Gentile e Pietro Troilo (o Pieto d'Anversa), che fra il 1568 e il 1572 furono attivi nel cantieri voluto dal cardinale Ippolito II d'Este per la costruzione della Villa di Tivoli, sotto la direzione degli architetti Pirro Ligorio e Tommaso Ghinucci. I maestri anversani realizzarono la decorazione delle mattonelle a ceramica, e del rilievo del parapetto della Fontana dell'Ovato, della Fontana dei Draghi e della pavimentazione della Grotta di Diana.
Altre committenze vennero dalla famiglia Piccolomini-D'Aragona, vennero realizzati i pavimenti della chiesa della Madonna delle Grazie di Collarmele (AQ), anni '70 del Cinquecento, con le piastrelle ornate dai simboli araldici degli Orsini e dei Colonna. Pietro d'Anversa realizzò anche il pavimento della residenza dei Tolfa presso Palma Campania, poiché questa famiglia aveva il feudo di San Valentino in Abruzzo Citeriore (PE), feudatari poi di Palma dal 1551, ipotesi di autenticità inoltre definitivamente confermata dal fatto che Costanza Tolfa fu moglie di Gian Vincenzo Belprato, conte di Anversa, a cui è dedicato il monumento funebre nella chiesa parrocchiale del centro abruzzese.
Nel XVII secolo la produzione continuò ad Anversa, con la ricerca di uno stile ben preciso, vennero realizzati piatti e bacili da versatore, caratterizzati da decorazione a rilievo, ottenuta a stampo con matrici di gesso, ricoperti da semplice vetrina trasparente, recanti emblemi araldici che rimandano alle famiglia feudatarie di Anversa. Nel 2005 si è realizzato uno studio sulla famiglia Ranalli di maestri ceramisti, che si distinse nella produzione, andata però divisa in vari gruppi nelle collezioni del mondo. Un gruppo di piatti realizzati da questi maestri reca gli stemmi dei Belprato, dei Capua, degli Orsini-Del Balzo, e uno stemma a leone rampante, riferibile ai Caracciolo. Il primo gruppo si riferisce al matrimonio del 1626 tra don Andrea Francesco di Capua e donna Giulia di Capua Del Balzo; i pezzi sono conservati a Napoli, a Londra nel Victoria & Albert Museum, a Boston nel Museum of Fine Arts e a San Paolo del Brasile, al Museu de Arte.
Il secondo gruppo del Seicento riguarda gli anni '40, e si riferisce alla committenza di don Michele Caracciolo dei Marchesi di Gioiosa, cugino di donna Giulia Del Balzo; i piatti sono conservati a Roma nel Museo di Palazzo Venezia, a Napoli presso l'Istituto Statale d'Arte e a Londra nel British Museum. Fanno parte del "servizio da tavola Caracciolo", con sette piatti, dove nello stile sono evidenti importanti novità, con la presenza di decorazione ad oro applicata alla tecnica "a terzo fuoco". Si è ipotizzato che questa fase della ceramica anversana avesse avuto anche la mediazione dei maestri delle botteghe di Castelli (TE) da parte di Francesco Grue. Alla metà del Seicento la ceramica locale inizia a decadere, a causa del ripiegamento economico-politico dei feudatari, le famiglie dei maestri si estinguono oppure emigrano in cerca di fortuna. Nel Settecento la produzione è prettamente d'ambito domestico, per committenze alto-borghesi, nell'Ottocento si tentò di riportare in auge la tradizione, ma nel Novecento questa tradizione si estinse con la chiusura dell'ultima bottega in via delle Forna.

## Cinema
Ad Anversa nel 2014 è stato girato il film Scusate se esisto! di Riccardo Milani, con Paola Cortellesi e Raoul Bova. La storia vede protagonista proprio Paola, originaria di Anversa, che come architetto decide di lavorare a Roma, scommettendo sull'Italia, inutilmente, e dove conosce l'affascinante Raoul. Alcuni scorci sono stati girati nel paese, in Piazza Belprato, con la chiesa delle Grazie, e nelle case dei vicoli, dove abita l'anziana zia della protagonista.